# 晴山郵便局
晴山郵便局（はれやまゆうびんきょく）は岩手県九戸郡軽米町にある郵便局である。民営化前の分類では集配特定郵便局であった。局番号は83148。

## 概要
住所：〒028-6299 岩手県九戸郡軽米町晴山20-47-4

## 沿革
- 1912年（明治45年）6月26日 - 晴山郵便局（三等）として開局[1]。
- 1975年（昭和50年）12月3日 - 電話交換および和文電報配達業務を軽米電報電話局に移管[2]。
- 2001年（平成13年）12月3日 - 老朽化のため、軽米町晴山第23地割80-4から同町晴山第20地割長久根47-4に移転。
- 2007年（平成19年）10月1日 - 民営化に伴い、併設された郵便事業二戸支店晴山集配センターに一部業務を移管。
- 2012年（平成24年）10月1日 - 日本郵便株式会社発足に伴い、郵便事業二戸支店晴山集配センターを晴山郵便局に統合。

## 取扱内容
- 郵便、印紙、ゆうパック、内容証明
- 貯金、為替、振替、振込、国債
- 生命保険、バイク自賠責保険
- ゆうちょ銀行ATM
- 九戸郡軽米町内の一部地域（〒028-62☓☓）の集配業務

028-6221（九戸郡軽米町大字晴山）
028-6222（九戸郡軽米町大字山内）
028-6223（九戸郡軽米町大字狄塚）

## 周辺
- 軽米町役場晴山出張所
- 軽米町立晴山小学校
- 晴山稲荷神社

## アクセス
- JRバス東北（軽米線） 横枕停留所下車、徒歩約2分
- 八戸自動車道 軽米ICから西へ約8km
- 駐車場あり：4台